# Lesina

Lesina est une commune italienne de la province de Foggia dans la région des Pouilles.

## Géographie
Lesina est situé dans le Parc national du Gargano. La ville est au bord d'une lagune de 51,4 km², le lac de Lesina, qui communique par deux canaux avec la Mer Adriatique.

## Histoire
- La Tour Fortore

## Administration
| Période                                  | Période | Identité | Étiquette | Qualité |
| ---------------------------------------- | ------- | -------- | --------- | ------- |
|                                          |         |          |           |         |
| Les données manquantes sont à compléter. |         |          |           |         |

### Hameaux
Ripalta

### Communes limitrophes
Apricena, Poggio Imperiale, San Paolo di Civitate, San Nicandro Garganico, Serracapriola